# Новики (Кричевский район)
Новики (бел. Новікі) — деревня в Кричевском районе Могилёвской области Белоруссии. Входит в состав Костюшковичского сельсовета.

## География
Деревня находится в северо-восточной части Могилёвской области, в пределах Оршанско-Могилёвской равнины, к западу от реки Лены, на расстоянии примерно 11 километров (по прямой) к западу от Кричева, административного центра района. Абсолютная высота — 165 метров над уровнем моря.
Климат деревни характеризуется как влажный континентальный (Dfb в классификации климатов Кёппена).

## История
В конце XVIII века деревня входила в состав Мстиславского воеводства Великого княжества Литовского.
Согласно «Списку населённых мест Могилёвской губернии» 1910 года издания населённый пункт входил в состав Комаровичской волости Чериковского уезда Могилёвской губернии. В Балвановке имелось 19 дворов и проживало 178 человек (88 мужчин и 90 женщин).

## Население
По данным переписи 2009 года, в деревне проживало 8 человек.